# 兵藤ゆき・野村邦丸ブイブイトーク
兵藤ゆき・野村邦丸ブイブイトーク（ひょうどうゆき・のむらくにまるブイブイトーク）は文化放送のラジオ番組。2007年10月7日放送開始。2011年4月3日放送分を以て終了。前身の『山本譲二・野村邦丸 マクリ注意報!』と同じく、BOAT RACE（日本財団）の一社提供による番組である。
次番組は同じくBOAT RACE提供で、引き続き野村邦丸が司会を務める『もっと!遊ぼーと!!』。

## 放送時間
- 文化放送
  - ナイターシーズン - 毎週日曜日16:30 - 16:55（16:00 - 16:30はミュージックギフト〜音楽・地球号を放送）
  - ナイターシーズンオフ - 毎週日曜日16:00 - 16:55
- ラジオ大阪 - 毎週日曜日16:30 - 16:55

## 出演者
- 兵藤ゆき
- 野村邦丸（文化放送アナウンサー）
- 中村まり - 「競艇マリリン」のみ（～2009年まで）
- 田代さやか（2009年～）

## 内容
2008年7月現在
- 前半：兵藤と邦丸のフリートーク
- 後半：競艇マリリン - 中村が兵藤と邦丸に競艇に関係した話をする

## 生放送
競艇の中継で放送が休みになることがある一方、2007年12月23日の第22回賞金王決定戦競走の開催地である福岡競艇場からのものを始め生放送となることもある。
| 文化放送 BOAT RACE提供番組       | 文化放送 BOAT RACE提供番組       | 文化放送 BOAT RACE提供番組 |
| 前番組                           | 番組名                           | 次番組                     |
| -------------------------------- | -------------------------------- | -------------------------- |
| 山本譲二・野村邦丸 マクリ注意報! | 兵藤ゆき・野村邦丸ブイブイトーク | もっと!遊ぼーと!!          |